# Геттоизация
Геттоизация — объективно наблюдаемый процесс сегрегации мест проживания определённых групп населения — этнических, определённого уровня доходов или объединённых по любому другому признаку. Обычно характерна для городов с плохим муниципальным управлением. Геттоизация — автокаталитический процесс: после определённого порога его уже трудно остановить, в результате чего формируются «чёрные», «турецкие», «русские», «мексиканские», «арабские» и прочие кварталы.
Чаще всего говорят о геттоизации бедных, но социальной проблемой также является формирование огороженных кварталов для богатых — со своей инфраструктурой: магазинами, школами, пляжами и прочим.
Геттоизация влечёт негативные последствия, наиболее важным из которых является межэтническая напряжённость.